# The Voice (émission de télévision)
Pour les articles homonymes, voir The Voice.
 (mai 2025).
 (mai 2025).
- Si vous ne connaissez pas le sujet, laissez ce bandeau (vous pouvez alors contacter les auteurs).
- Si vous supprimez le contenu mis en cause (vous pouvez préalablement contacter les auteurs),

argumentez précisément cette suppression dans la page de discussion
(un manque de référence n'est pas un argument ; une recherche réelle de référence doit avoir été effectuée, être formellement documentée).
 (novembre 2024).
 (4 décembre 2020).
The Voice est un télé-crochet musical télévisuel créé par John de Mol, fondateur de la société de production néerlandaise Endemol. Suite au succès de la version d'origine intitulée The Voice of Holland aux Pays-Bas en 2010, plusieurs chaînes à travers le monde ont acquis les droits pour adapter le télé-crochet dans chaque pays. La version belge The Voice Belgique est diffusée sur La Une depuis 2011 et la version française The Voice, la plus belle voix est diffusée sur TF1 depuis 2012.

## Concept de l'émission
Le format s'inspire de nombreux télécrochets et bénéficie toutefois en complément, d'un principe de sélections inédit et d'un déroulement des étapes différent. Tout repose sur un principe d'auditions à l'aveugle, où le jury ne peut pas voir les candidats, profitant uniquement de l'écoute de leur interprétation. Ensuite, s'enchaînent formations en équipes, chaque coach faisant partie du jury, duels vocaux sur un ring ou encore représentations publiques en direct et divers concerts à travers le pays.

## The Voicedans le monde

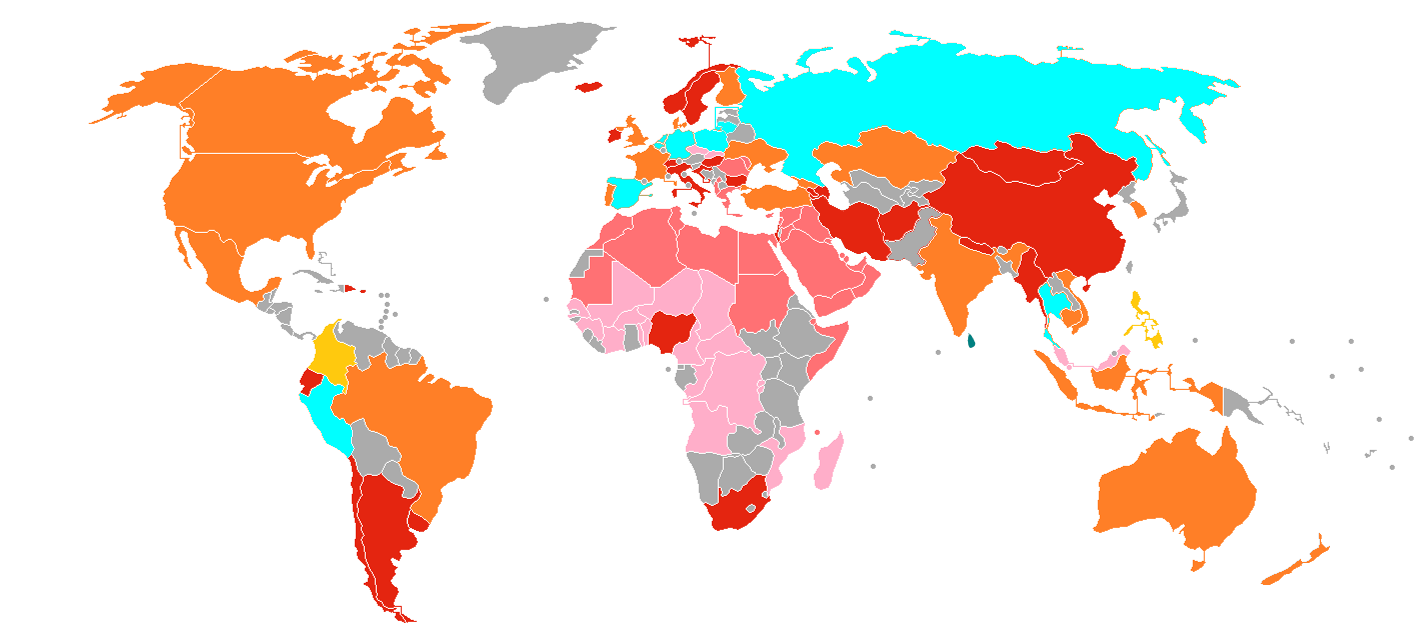
Carte montrant les pays retransmettant The Voice dans le monde :
avec leur propre version de The Voice
avec leur propre version de The Voice & The Voice Kids
avec leur propre version de The Voice, The Voice Kids et The Voice Teens
avec leur propre version de The Voice, The Voice Kids et The Voice Senior
avec une version régionale ou multinationale de The Voice
avec une version régionale ou multinationale de The Voice & The Voice Kids
avec une version régionale ou multinationale de The Voice, The Voice Kids et The Voice Senior

 Franchise avec une saison en cours de diffusion
 Franchise avec une saison à venir
 Franchise annulée
 Franchise annulé durant sa production
 Version originale de The Voice
 Version originale de The Voice Kids
 Version originale de The Voice Senior
 Version originale de  The Voice Teens
 Version originale de  The Voice Rap
 Version originale de  The Voice : All-Stars
| Pays/Région                  | Titre local                                                                                   | Chaine télé                                                                   | Vainqueurs | Coachs | Présentateurs |
| ---------------------------- | --------------------------------------------------------------------------------------------- | ----------------------------------------------------------------------------- | --- | --- | --- |
| Afghanistan                  | آواز افغانستان The Voice of Afghanistan                                                       | Tolo TV                                                                       | - Saison 1, 2013 : Jawed Yosuf - Saison 2, 2014 : Najibullah Shirzad | - Aryana Sayeed (1) - Obaid Juenda (1-2) - Fereshta Samah (2) - Qais Ulfat (1-2) - Nazir Khara (1-2) | - Ahmad Popal (1) - Omid Nezami (2) - Khadija Sadat (Backstage, 1-2) |
| Afrique du Sud               | The Voice South Africa                                                                        | M-Net                                                                         | - Saison 1, 2016 : Richard Stirton - Saison 2, 2017 : Craig Lucas - Saison 3, 2019 : Tasché Burger | - Karen Zoid (1-2) - Kahn Morbee (1-2) - Bobby van Jaarsveld (1-2) - Lira (1-3) - Riky Rick (3) - Riana Nel (3) - Francois Van Coke (3) | - Lungile Radu (1-2) - Stacey Norman (backstage, 1-2) - Anele Mdoda (3) |
| Afrique francophone          | The Voice Afrique francophone                                                                 | VoxAfrica                                                                     | - Saison 1, 2016-2017 : Pamela Bakétana - Saison 2, 2017-2018 : Victoire Biaku - Saison 3, 2020-2021 : Lady Shine | Actuellement - Lokua Kanza - Charlotte Dipanda - Hiro Le Coq (3-) - Youssoupha (2-, lives) Précédemment - Singuila (1-2) - A'salfo (1-2) - Josey (2, lives) - Nayanka Bell (3) | - Claudy Siar |
| Afrique francophone          | The Voice Kids Afrique francophone                                                            | VoxAfrica                                                                     | - Saison 1, TBA : Saison à venir | - Sidiki Diabaté - Daphne Njie - Ferré Gola - TBA | - Willy Dumbo |
| Albanie Kosovo Macédoine     | The Voice of Albania                                                                          | Top-Channel                                                                   | - Saison 1, 2011-2012 : Rina Bilurdagu - Saison 2, 2012-2013 : Venera Lumani - Saison 3, 2013-2014 : Florent Abrashi - Saison 4, 2014-2015 : Aslaidon Zaimaj - Saison 5, 2016 : Tiri Gjoci - Saison 6, 2017 : Klinti Çollaku | - Miriam Cani (1-2) - Elton Deda (1-3) - Aurela Gaçe (3) - Elsa Lila (4) - Jonida Maliqi (5) - Genc Salihu (4-5) - Alma Bektashi (1-5) - Sidrit Bejleri (1-5) - Xuxi (6) - Alban Skenderaj (6) - Rona Nishliu (6) - Besa Kokëdhima (6) | - Ledion Liço - Marina Vjollca (backstage, 1) - Kiara Tito (backstage sur internet, 5) - Mishel Rrena (backstage sur internet, 5) - Fjoralba Ponari (backstage sur internet, 6) |
| Albanie Kosovo Macédoine     | The Voice Kids Albania                                                                        | Top-Channel                                                                   | - Saison 1, 2013 : Rita Thaçi - Saison 2, 2018 : Denis Bonjaku - Saison 3, 2019 : Altea Ali | - Alma Bektashi (1) - Altin Goci (1) - Elton Deda (1) - Eneda Tarifa (2) - Miriam Cani (2-3) - Aleksandër & Renis Gjoka (duo, 2-3) - Arilena Ara (3) | - Xhemi Shehu (1) - Ledion Liço (2) - Dojna Mema (backstage,2, principal 3) - Flori Gjini (backstage, 3) |
| Allemagne                    | The Voice of Germany                                                                          | ProSieben Sat.1                                                               | - Saison 1, 2011-2012 : Ivy Quainoo - Saison 2, 2012 : Nick Howard - Saison 3, 2013 : Andreas Kümmert - Saison 4, 2014 : Charley Ann Schmutzler - Saison 5, 2015 : Jamie-Lee Kriewitz - Saison 6, 2016 : Tay Schmedtmann - Saison 7, 2017 : Natia Todua - Saison 8, 2018 : Samuel Rösch - Saison 9, 2019 : Claudia Emmanuela Santoso - Saison 10, 2020 : Paula Dalla Corte - Saison 11, 2021 : Sebastian Krenz - Saison 12, 2022 : Saison à venir | Actuellement - Mark Forster (7-) - Nico Santos (comeback stage, 9; 10-) - Sarah Connor (11-) - Johannes Oerding (11-) - Elif Demirezer (comeback stage, 11-) Précédemment - Xavier Naidoo (1-2) - The BossHoss (duo, 1-3) - Nena (1-3) - Max Herre (3) - Stefanie Kloss (solo, 4-5) - Andreas Bourani (5-6) - Samu Haber (solo, 3-4, 6-7) - Michi Beck & Smudo (duo, 4-8) - Yvonne Catterfeld (solo, 6-8) - Michael Patrick Kelly (8) - Rea Garvey (solo, 1-2, 4-5, 9) - Alice Merton (9) - Sido (9) - Yvonne Catterfeld & Stefanie Kloss (duo, 10) - Samu Haber & Rea Garvey (duo, 10) - Michael Schulte (comeback stage, 10)                                                           | Actuellement - Thore Schölermann (2-) - Lena Gercke (5-) Précédemment - Stefan Gödde (1) - Doris Golpashin (Backstage, 1-4) - Annemarie Carpendale (10) |
| Allemagne                    | The Voice Kids                                                                                | Sat.1                                                                         | - Saison 1, 2013 : Michèle Bircher - Saison 2, 2014 : Danyiom Mesmer - Saison 3, 2015 : Noah-Levi Korth - Saison 4, 2016 : Lukas Janisch - Saison 5, 2017 : Sofie Thomas - Saison 6, 2018 : Anisa Celik - Saison 7, 2019 : Mimi & Josy - Saison 8, 2020 : Lisa-Marie Ramm - Saison 9, 2021 : Egon Werler - Saison 10, 2022 : Saison à venir | Actuellement - Michi Beck & Smudo (duo, 9-) - Alvaro Soler (9-) - Wincent Weiss (9-) - Lena Meyer-Landrut (1-4, 7-8, 10-) Précédemment - Tim Bendzko (1) - Henning Wehland (1-2) - Johannes Strate (2-3) - Nena & Larissa Kerner (duo, 5-6) - Mark Forster (3-7) - The BossHoss (duo, 7) - Max Giesinger (6, 8) - Sasha Schmitz (4-5, 8) - Deine Freunde (duo, 8) - Stefanie Kloss (7, 9) | Actuellement - Thore Schölermann - Melissa Khalaj (7–) - Keanu Rapp (backstage en ligne, 9-) Précédemment - Chantal Janzen (3–4) - Debbie Schippers (5–6) - Aline von Drateln (backstage, 1) - Nela Lee (backstage, 2) - Marc van Velzen (backstage en ligne, 1–3) - Noah-Levi Korth (backstage en ligne, 4) - Jonas Ems (backstage en ligne, 5) - Iggi Kelly (backstage en ligne, 7) - Mimi & Josy (backstage en ligne, 8)                                                                   |
| Allemagne                    | The Voice Senior                                                                              | Sat.1                                                                         | - Saison 1, 2018-2019 : Dan Lucas - Saison 2, 2019 : Monika Smets | Actuellement - Sasha Schmitz(1-2) - The BossHoss (duo, 1-2) - Yvonne Catterfeld (1-2) - Mark Forster (1) - Michael Patrick Kelly (2) | - Lena Gercke (1-2) - Thore Schölermann (1-2) |
| Angola Mozambique            | The Voice Angola                                                                              | Dstv                                                                          | - Saison 1, 2015-2016: Mariedne Feliciano | - Walter Ananaz - Dji Tafinha - Yola Semedo - Paulo Flores | - Dinamene Cruz - Weza Solange (backstage) |
| Argentine                    | La Voz... Argentina                                                                           | Telefe                                                                        | - Saison 1, 2012 : Gustavo Corvalan - Saison 2, 2018 : Braulio Assanelli - Saison 3, 2021 : Francisco Benitez - Saison 4, 2022 : Saison en cours | Actuellement - Soledad Pastorutti - Ricardo Montaner (2-) - Mau y Ricky (3-) - Lali Espósito (3-) - Emilia Mernes (comeback stage, 3-) Précédemment - Miranda! (1) - El Pulma (1) - Axel (1-2) - Tini Stoessel (2) | Actuellement - Marley - Stefi Roitman (Sur internet, 3-) Précédemment - Luli Fernández (Backstage, 1) - Candelaria Molfese (Sur internet, 2) |
| Arménie                      | Հայաստանի ձայնը The Voice Arménie                                                             | Armenia TV                                                                    | - Saison 1, 2012-2013 : Mary Mnjoyan - Saison 2, 2013 : Ana Khanchalyan - Saison 3, 2014 : Raisa Avanessian - Saison 4, 2017 : Hayk Gulyan | - Tata Simonyan (1) - Arto Tunçboyaciyan (1) - Christine Pepelyan (2) - Michael Poghosyan (2) - Shushan Petrosyan (2) - Hayko (2–3) - Sona (1, 3) - Armen Martirosyan (3) - Eva Rivas (3) - Sofi Mkheyan (1, 4) - Aramé (4) - Nune Yesayan (4) - Sevak Khanagyan (4) | - Rafael Ghazaryan (1–3) - Nazeni Hovhannisyan (1–4) - Ara Kazaryan (4) - Hakob Hakobyan (backstage, 1–3) - Hrach Muradyan (backstage, 1–3) |
| Australie                    | The Voice                                                                                     | Nine Network                                                                  | - Saison 1, 2012 : Karise Eden - Saison 2, 2013 : Harrison Craig - Saison 3, 2014 : Anja Nissen - Saison 4, 2015 : Ellie Drennan - Saison 5, 2016 : Alfie Arcuri - Saison 6, 2017 : Judah Kelly - Saison 7, 2018 : Sam Perry - Saison 8, 2019 : Diana Rouvas - Saison 9, 2020 : Chris Sebastian - Saison 10, 2021 : Bella Taylor Smith - Saison 11, 2022 : Saison à venir | Actuellement - Keith Urban (1, 10-) - Guy Sebastian (8–) - Rita Ora (10–) - Jessica Mauboy (10–) Précédemment - Delta Goodrem (1–2, 4–9) - Joel Madden (solo, 1–3) - will.i.am (3) - Kylie Minogue (3) - Ricky Martin (2–4) - Jessie J (4–5) - Joel & Benji (duo, 4–5) - Ronan Keating (5) - Seal (1–2, 6) - Joe Jonas (7) - Boy George (6–9) - Kelly Rowland (6–9) | Actuellement - Sonia Kruger (4–8, 10-) Précédemment - Darren McMullen (1–4, 9) - Faustina Agolley (backstage, 1–2) - Renee Bargh (9) |
| Australie                    | The Voice Kids                                                                                | Nine Network                                                                  | - Saison 1, 2014 : Alexa Curtis | - Delta Goodrem - Joel Madden & Benji Madden - Mel B | - Darren McMullen - Prinnie Stevens (Backstage) |
| Australie                    | The Voice: Generations                                                                        | Nine Network                                                                  | - Saison 1, 2022 : Saison à venir | - Keith Urban - Guy Sebastian - Rita Ora - Jessica Mauboy | - Sonia Kruger |
| Azerbaijan                   | Səs Azərbaycan The Voice Azerbaijan                                                           | Actuellement İTV (2-) Précédemment AzTV (1)                                   | - Saison 1, 2015-2016 : Emiliya Yaqubova - Saison 2, 2021-2022 : Saison en cours | Actuellement - Tünzala Ağayeva - Murad Arif (2–) - Brilliant Dadashova (2–) - Eldar Qasımov (2–) Précédemment - Faiq Ağayev (1) - Mübariz Tağiyev (1) - Manana Japaridze (1) | Actuellement - Azer Suleymanli (2–) Précédemment - Tural Asadov (1) |
| Azerbaijan                   | The Voice Kids                                                                                | İTV                                                                           | Saison 1, 2020-21 : Amina Hajiyeva | - Chingiz Mustafayev - Zulfiyya Khanbabayeva - Murad Arif | - Leyla Quliyeva |
| Belgique                     | The Voice van Vlaanderen (néerlandais) (La Voix de Flandre)                                   | VTM                                                                           | - Saison 1, 2011-2012 : Glenn Claes - Saison 2, 2013 : Paulien Mathues - Saison 3, 2014 : Tom De Man - Saison 4, 2016 : Lola Obasuyi - Saison 5, 2017 : Luka Cruysberghs - Saison 6, 2019 : Ibe Wuyts - Saison 7, 2021 : Grace Khuabi - Saison 8, 2022 : Saison à venir | Actuellement - Koen Wauters (1–) - Natalia (1–2, 4–) - Jan Paternoster (8–) - Matthieu Terryn (8–) Précédemment - Jasper Steverlinck (1–2) - Axelle Red (3) - Regi Penxten (3) - Bent Van Looy (3–4) - Alex Callier (1–2, 5–6) - Bart Peeters (4–6) - Tourist LeMC (7) - Niels Destadsbader (7) - Laura Tesoro (comeback stage, 7) | Actuellement - An Lemmens - Sean D'hondt (backstage, 1-3, 5–) Précédemment - Sam De Bruyn (Backstage, 4) |
| Belgique                     | The Voice Kids Vlaanderen (néerlandais)                                                       | VTM                                                                           | - Saison 1, 2014 : Mentissa Aziza - Saison 2, 2015–16 : Jens Dolleslagers - Saison 3, 2017 : Katarina Pohlodkova - Saison 4, 2018 : Jade De Rijcke - Saison 5, 2020 : Gala Aliaj - Saison 6, 2022 : Saison à venir | Actuellement - Laura Tesoro (3–) - K3 (trio, 4–) - Duncan Laurence (6–) - Metejoor (6–) Précédemment - Sean D'hondt (1–5) - Regi Penxten (1) - Natalia (1–2) - Slongs Dievanongs (2) - Josje Huisman (3) - Gers Pardoel (4–5) | Actuellement - An Lemmens - Sieg De Doncker (4–) Précédemment - Kürt Rogiers (1–3) |
| Belgique                     | The Voice Senior (néerlandais)                                                                | VTM                                                                           | - Saison 1, 2018 : John Leo - Saison 2, 2020 : Roland Van Beeck | Actuellement - Walter Grootaers - Sam Gooris (2–) - Karen Damen (2–) - André Hazes Jr. (2–) Précédemment - Helmut Lotti (1) - Dana Winner (1) - Natalia (1) | - An Lemmens |
| Belgique                     | The Voice Belgique (français)                                                                 | La Une                                                                        | - Saison 1, 2011-2012 : Roberto Bellarosa - Saison 2, 2013 : David Madi - Saison 3, 2014 : Laurent Pagna - Saison 4, 2015 : Florent Brack - Saison 5, 2016 : Laura Cartesiani - Saison 6, 2017 : Théophile Rénier - Saison 7, 2018 : Valentine Brognion - Saison 8, 2019 : Charlotte Foret - Saison 9, 2020-21 : Jérémie Makiese - Saison 10, 2021 : Saison en cours | Actuellement - Typh Barrow (8-) - BJ Scott (1–7, 9-) - Christophe Willem (10-) - Black M (10-) Précédemment - Lio (1) - Joshua (duo, 1) - Natasha St-Pier (2–3) - Bastian Baker (3) - Jali (4) - Chimène Badi (4) - Stanislas (4–5) - Cats on Trees (duo, 5) - Quentin Mosimann (1–2, 5–6) - Marc Pinilla (2–3, 6) - Bigflo & Oli (duo, 6) - Vitaa (7–8) - Slimane (7–8) - Matthew Irons (7–8) - Henri PFR (9) - Loïc Nottet (9) | Actuellement - Maureen Louys (1-) - Fanny Jandrain (Blinds + KO, 10) Précédemment - Adrien Devyver (Backstage, 1-3) - Walid (Backstage, 4-6) - Cécile Djunga (Backstage, 7-) |
| Belgique                     | The Voice Kids Belgique (français)                                                            | La Une                                                                        | - Saison 1, 2020 : Océana | - Vitaa - Slimane - Matthew Iron | - Maureen Louys - Preezy |
| Birmanie                     | The Voice Myanmar                                                                             | MRTV-4                                                                        | - Saison 1, 2018 : Ngwe Soe - Saison 2, 2019 : Novem Htoo - Saison 3, 2020 : N OO L | Actuellement - Kyar Pauk - Yan Yan Chan - Ni Ni Khin Zaw - R Zarni (2–) Précédemment - Lynn Lynn (1) | - Tayzar Kyaw |
| Brésil                       | The Voice Brasil                                                                              | Rede Globo                                                                    | - Saison 1, 2012 : Ellen Oléria - Saison 2, 2013 : Sam Alves - Saison 3, 2014 : Danilo Reis & Rafael - Saison 4, 2015 : Renato Vianna - Saison 5, 2016 : Mylena Jardim - Saison 6, 2017 : Samantha Ayara - Saison 7, 2018 : Léo Pain - Saison 8, 2019 : Tony Gordon - Saison 9, 2020 : Victor Allez - Saison 10, 2021 : Giuliano Eriston - Saison 11, 2022 : Saison à venir | Actuellement - Lulu Santos - Iza (8–) - Carlinhos Brown (1–7, 9-) - Claudia Leitte (1–5, 10-) - Michel Teló (4–9, combackstage ; 10- ) Précédemment - Daniel (1–3) - Ivete Sangalo (6–9) | Actuellement - Tiago Leifert - Jeniffer Nascimento (backstage, 8–) - André Marques (10–) Précédemment - Miá Mello (backstage, 2) - Fernanda Souza (backstage, 3) - Daniele Suzuki (backstage, 1, 4) - Mariana Rios (backstage, 5–7) |
| Brésil                       | The Voice Kids                                                                                | Rede Globo                                                                    | - Saison 1, 2016 : Wagner Barreto - Saison 2, 2017 : Thomas Machado - Saison 3, 2018 : Eduarda Brasil - Saison 4, 2019 : Jeremias Reis - Saison 5, 2020 : Kaue Penna - Saison 6, 2021 : Gustavo Bardim - Saison 7, 2022 : Saison à venir | Actuellement - Carlinhos Brown - Gaby Amarantos (6–) - Michel Teló (6–) Précédemment - Ivete Sangalo (1–2) - Victor & Leo (duo, 1–2) - Claudia Leitte (3–5) - Simone & Simaria (duo, 3–5) | Actuellement - André Marques (2–) - Thalita Rebouças (backstage, 2–) Précédemment - Tiago Leifert (1) - Kika Martinez (backstage, 1) |
| Brésil                       | The Voice +                                                                                   | Rede Globo                                                                    | - Saison 1, 2021 : Zé Alexanddre - Saison 2, 2022 : Saison à venir | Actuellement - Daniel - Ludmilla - Mumuzinho - Fafá de Belém (2–) Précédemment - Claudia Leitte (1) | Actuellement - André Marques - Thaís Fersoza (backstage, 2–) Précédemment - Thalita Rebouças (backstage, 1) |
| Bulgarie                     | Гласът на България (The Voice Bulgarie)                                                       | bTV                                                                           | - Saison 1, 2011 : Steliyana Khristova - Saison 2, 2013 : Ivailo Donkov - Saison 3, 2014 : Kristina Ivanova - Saison 4, 2017 : Radko Petkov - Saison 5, 2018 : Nia Petrova - Saison 6, 2019 : Atanas Kateliev - Saison 7, 2020 : Georgi Shopov - Saison 8, 2021 : Petya Paneva | Actuellement - Ivan Lechev (4-) - Lubo Kirov (8-) - Galena (8-) - Dara (8-) Précédemment - Miroslav Kostadinov (1–3) - Ivana (1) - Mariana Popova (1) - Kiril Maritchkov (1) - Preslava (2) - Yordan Karadjov (2) - Victoria Terziyska (2) - Desi Slava (3) - Atanas Penev (3) - Orlin Goranov (3) - Poli Genova (4–5) - Grafa (4–7) - Kamelia (4–7) - Mihaela Fileva (6–7) | Actuellement - Ivan Tishev (8–) - Aleksandra Petkanova (backstage sur internet, 7–) Précédemment - Marten Roberto (1–3) - Victoria Terziyska (1, 3) - Emanuela Ivanova (backstage sur internet, 1–3) - Gencho Genchev (NJOY) (backstage TV, 1) - Yana Marinova (2) - Todor Georgiev-Toshey (backstage sur internet, 4–5) - Elina Markova (backstage sur internet, 6) - Pavell (4–7) - Venci Venc' (4–7)                                                                                       |
| Cambodge                     | The Voice Cambodia                                                                            | Hang Meas HDTV                                                                | - Saison 1, 2014 : Buth Seiha - Saison 2, 2016 : Tel Thai - Saison 3, 2021 : Saison à venir | Actuellement - TBA (3–) - TBA (3–) - TBA (3–) - TBA (3–) Précédemment - Aok Sokun Kanha (1-2) - Pich Sophea (1-2) - Chhorn Sovannareach (1-2) - Nop Bayyareth (1-2) | Actuellement - TBA (3–) - TBA (3–) Précédemment - Chea Vibol (1-2) - Chan Keonimol (1-2) |
| Cambodge                     | The Voice Kids                                                                                | Hang Meas HDTV                                                                | - Saison 1, 2017 : Pich Thai - Saison 2, 2018 : Tep Piseth | - Sokun Nisa (1) - Preap Sovath (1–2) - Aok Sokunkanha (1–2) - Sous Visa (2) | - Chea Vibol (1–2) |
| Canada Québec                | La Voix                                                                                       | TVA                                                                           | - Saison 1, 2013 : Valérie Carpentier - Saison 2, 2014 : Yoan Garneau - Saison 3, 2015 : Kevin Bazinet - Saison 4, 2016 : Stéphanie St-Jean - Saison 5, 2017 : Ludovick Bourgeois - Saison 6, 2018 : Yama Laurent - Saison 7, 2019 : Geneviève Jodoin - Saison 8, 2020 : Josiane Comeau | - Marie-Mai (1) - Jean-Pierre Ferland (1) - Louis-Jean Cormier (2) - Ariane Moffatt (1, 4) - Isabelle Boulay (2–3, 5) - Julien Clerc (supercoach, 7) - Lara Fabian (6–7) - Alex Nevsky (6–7) - Éric Lapointe (2–7) - Marc Dupré (1–5, 7–8) - Pierre Lapointe (3–5, 8) - Garou (6, 8) - Cœur de Pirate (8) - Ginette Reno (supercoach, 8) | - Charles Lafortune |
| Canada Québec                | La Voix Junior                                                                                | TVA                                                                           | - Saison 1, 2016 : Charles Kardos - Saison 2,2017 : Sydney Lallier | - Marie-Mai (1–2) - Marc Dupré (1–2) - Alex Nevsky (1–2) | - Charles Lafortune |
| Chili                        | La Voz de Chile (La Voix du Chili)                                                            | Canal 13                                                                      | - Saison 1, 2015 : Luis Pedraza - Saison 2, 2016 : Javiera Flores - Saison 3, 2022 : Saison à venir | Actuellement - TBA (3–) - TBA (3–) - TBA (3–) - TBA (3–) Précédemment - Franco Simone (1) - Nicole (1-2) - Luis Fonsi (1-2) - Álvaro López (1-2) - Ana Torroja (2) | Actuellement - TBA (3–) Précédemment - Jean-Phillippe Creton (1-2) - Sergio Lagos (1-2) |
| Chine (Mandarin)             | 中国好声音 The Voice of China                                                                 | Zhejiang Television                                                           | - Saison 1, 2012 : Liang Bo - Saison 2, 2013 : Li Qi - Saison 3, 2014 : Zhang Bichen - Saison 4, 2015 : Zhang Lei | - Liu Huan (1) - A Mei (2) - Yang Kun (1, 3) - Chyi Chin (3) - Na Ying (1–4) - Wang Feng (2–4) - Harlem Yu (1–2, 4) - Jay Chou (4) | - Hua Shao (1–4) |
| Colombie                     | La Voz Colombia La voix de Colombie                                                           | Caracol Television                                                            | - Saison 1, 2012: Miranda - Saison 2, 2013: Camilo Martínez | - Carlos Vives (1) - Fanny Lú (1–2) - Andrés Cepeda (1–2) - Ricardo Montaner (1–2) - Gilberto Santa Rosa (2) | - Linda Palma (1–2) - Alejandro Palacio (1–2) - Carlos Ponce (1) - Diego Saenz (backstage, 1–2) |
| Colombie                     | La Voz Kids                                                                                   | Caracol Television                                                            | - Saison 1, 2014 : Ivanna Garcia - Saison 2, 2015 : Luis Mario Torres - Saison 3, 2018 : Juan Sebastian Laverde - Saison 4, 2019 : Anabelle Campaña - Saison 5, 2021 : Saison en cours de diffusion | Actuellement - Fanny Lú - Andrés Cepeda - Sebastián Yatra (3–) Précédemment - Maluma (1-2) | Actuellement - Alejandro Palacio - Laura Tobon (3-) Précédemment - Linda Palma (1-2) |
| Colombie                     | La Voz Teens                                                                                  | Caracol Television                                                            | - Saison 1, 2016: Caliope | - Gusi - Gloria Martínez - Andrés Cepeda | - Laura Tobon - Karen Martínez - Catalina Uribe (backstage, 1) |
| Colombie                     | La Voz Senior                                                                                 | Caracol Television                                                            | - Saison 1, 2021 : Saison à venir | Actuellement - TBA - TBA - TBA - TBA | Actuellement - TBA |
| Corée du Sud                 | The Voice of Korea (La Voix de Corée)                                                         | Mnet                                                                          | - Saison 1, 2012 : Son Seung Yun - Saison 2, 2013 : Lee Ye-jun - Saison 3, 2020 : Kim Ji-hyun | Actuellement - Kim Jong-kook (3-) - BoA (3-) - Sung Si-kyung (3-) - Dynamic Duo (duo, 3-) Précédemment - Gill (1-2) - Kangta (1-2) - Baek Ji-young (1-2) - Shin Seung-hun (1-2) | Actuellement - Jang Sung-kyu (3-) Précédemment - Kim Jin-pyo (1-2) - Park Ji-yoon (backstage, 1–2) |
| Corée du Sud                 | The Voice Kids                                                                                | Mnet                                                                          | - Saison 1, 2013: Kim Myung-ju | - Yoon Sang - Seo In-young - Yang Yo-seob | - Jun Hyun-moo |
| Croatie                      | The Voice of Croatia (La Voix de Croatie)                                                     | HRT                                                                           | - Saison 1, 2015 : Nina Kraljić - Saison 2, 2016 : Ruža Janjiš - Saison 3, 2019-2020 : Vinko Ćemeraš | Actuellement - Ivan Dečak - Vanna (3–) - Davor Gobac (3–) - Massimo Savić (3–) Précédemment - Indira Levak (1–2) - Tony Cetinski (1–2) - Jacques Houdek (1–2) | - Ivan Vukušić - Iva Šulentić |
| Danemark                     | Voice – Danmarks største stemme (Voix – La plus grande voix du Danemark)                      | TV 2                                                                          | - Saison 1, 2011-2012 : Kim Wagner - Saison 2, 2012 : Emelie Paevatalu | - Sharin Foo (1-2) - Lene Nystrøm (1-2) - L.O.C (1-2) - Steen Jørgensen (1) - Xander Linnet (2) | - Morten Resen (1) - Felix Smith (2) - Sigurd Kongshøj Larsen (Backstage, 1) |
| Danemark                     | Voice Junior                                                                                  | Actuellement Kanal 5 (6-) Précédemment TV 2 (1-5)                             | - Saison 1, 2014 : Melina - Saison 2, 2014 : Aland - Saison 3, 2015 : Isabel - Saison 4, 2016 : Oliver - Saison 5, 2017 : Dafne - Saison 6, 2019 : Camille Haven Beck | Actuellement - Wafande - Joey Moe - Mette Lindberg (6–) Précédemment - Oh Land (1–5) | Actuellement - Ihan Hayder (6–) - Jacob Riising (6–) Précédemment - Mikkel Kryger (1–5) - Emilie Paevatalu (1–2) - Amelia Høy (3–4) - Stephania Potalivo (5) |
| Équateur                     | La Voz Ecuador (La Voix d’Équateur)                                                           | Teleamazonas                                                                  | - Saison 1, 2015 : Gustavo Vicuna - Saison 2, 2016 : Antonio Guerrero | - Jerry Rivera (1) - Marta Sánchez (1) - Jorge Villamizar (1) - Daniel Betancourt (1–2) - Américo (2) - Paty Cantú (2) - Joey Montana (2) | - Carlos Luís Andrade (1–2) - Constanza Baez (1) - Andrea Hurtado (2) |
| Espagne                      | La Voz (La Voix)                                                                              | Actuellement Antena 3 (6-) Précédemment Telecinco (1-5)                       | - Saison 1, 2012 : Rafa Blas - Saison 2, 2013 : David Barrull - Saison 3, 2015 : Antonio José - Saison 4, 2016 : Irene Caruncho - Saison 5, 2017 : Alba Gil Santana - Saison 6, 2019 : Andrés Martín - Saison 7, 2020 : Kelly - Saison 8, 2021 : Saison à venir | Actuellement - Alejandro Sanz (3–4, 7–) - Malú (1–5, 8-) - Luis Fonsi (6-) - Pablo Alborán (8-) Précédemment - David Bisbal (1–2) - Rosario Flores (1–2) - Melendi (1, 4) - Manuel Carrasco (4–5) - Juanes (5) - Paulina Rubio (6) - Pablo López (en) (5–9) - Antonio Orozco (2–3, 6–7)- - Laura Pausini (3, 7) - Miriam Rodríguez (comeback stage, 7) | Actuellement - Eva González (6–) - Juanra Bonet (backstage, 6–) Précédemment - Jesús Vázquez (1–5) - Tania Llasera (backstage, 1–5) |
| Espagne                      | La Voz Kids                                                                                   | Actuellement Antena 3 (5-) Précédemment Telecinco (1-4)                       | - Saison 1, 2014 : María Parrado - Saison 2, 2015 : José María Ruiz - Saison 3, 2017 : Rocío Aguilar - Saison 4, 2018 : Melani García Gaspar - Saison 5, 2019 : Irene Gil - Saison 6, 2021 : Levi Díaz - Saison 7, 2022 : Saison à venir | Actuellement - David Bisbal - Pablo López (en) (7–) - Aitana (7–) - Sebastián Yatra (7–) Précédemment - Malú (1) - Manuel Carrasco (2) - Antonio Orozco (3–4) - Rosario Flores (1-6) - Melendi (4–6) - Vanesa Martín (5–6) | Actuellement - Eva González (5–) - Juanra Bonet (backstage, 5–) Précédemment - Jesús Vázquez (1–4) - Tania Llasera (backstage, 1–4) |
| Espagne                      | La Voz Senior                                                                                 | Antena 3                                                                      | - Saison 1, 2019 : Helena Bianco - Saison 2, 2020 : Naida Abanovich - Saison 3, 2021 : Saison à venir | Actuellement - Antonio Orozco - Pastora Soler (2–) - David Bustamante (2–) - Niña Pastori (3–) Précédemment - David Bisbal (1) - Pablo López (en) (1) - Paulina Rubio (1) - Rosana (2) | - Eva González |
| États-Unis                   | The Voice                                                                                     | NBC                                                                           | - Saison 1, 2011 : Javier Colon - Saison 2, 2012 : Jermaine Paul - Saison 3, 2012 : Cassadee Pope - Saison 4, 2013 : Danielle Bradbery - Saison 5, 2013 : Tessanne Chin - Saison 6, 2014 : Josh Kaufman - Saison 7, 2014 : Craig Wayne Boyd - Saison 8, 2015 : Sawyer Fredericks - Saison 9, 2015 : Jordan Smith - Saison 10, 2016 : Alisan Porter - Saison 11, 2016 : Sundance Head - Saison 12, 2017 : Chris Blue - Saison 13, 2017 : Chloe Kohanski - Saison 14, 2018 : Brynn Cartelli - Saison 15, 2018 : Chevel Shepherd - Saison 16, 2019 : Maelyn Jarmon - Saison 17, 2019 : Jake Hoot - Saison 18, 2020 : Todd Tilghman - Saison 19, 2020 : Carter Rubin - Saison 20, 2021 : Cam Anthony - Saison 21, 2021 : Saison à venir | Actuellement - Blake Shelton - Kelly Clarkson (14–) - John Legend (16–) - Ariana Grande (21–) Précédemment - Cee Lo Green (1–3, 5) - Usher (4, 6) - Shakira (4, 6) - Christina Aguilera (1–3, 5, 8, 10) - Pharrell Williams (7–10) - Gwen Stefani (7, 9, 12, 17, 19) - Miley Cyrus (11, 13) - Alicia Keys (11–12, 14) - Kelsea Ballerini (comeback stage, 15) - Jennifer Hudson (13, 15) - Bebe Rexha (comeback stage, 16) - Adam Levine (1–16) - Nick Jonas (18, 20) | Actuellement - Carson Daly Précédemment - Alison Haislip (backstage, 1) - Christina Milian (backstage, 2–4) |
| États-Unis                   | La Voz Kids (espagnol)                                                                        | Telemundo                                                                     | - Saison 1, 2013: Paola Guanche - Saison 2, 2014: Amanda Mena - Saison 3, 2015: Jonael Santiago - Saison 4, 2016: Christopher Rivera | - Paulina Rubio (1) - Prince Royce (1–2) - Roberto Tapia (1–2) - Natalia Jiménez (2–4) - Daddy Yankee (3–4) - Pedro Fernández (3–4) | - Jorge Bernal (1–4) - Daisy Fuentes (1–3) - Patricia Manterola (4) |
| États-Unis                   | La Voz                                                                                        | Telemundo                                                                     | - Saison 1, 2019 : Jeidimar Rijos - Saison 2, 2020 : Sammy Colon | - Luis Fonsi - Alejandra Guzmán - Wisin - Carlos Vives - Mau y Ricky (duo, comeback stage, 2) | Actuellement - Jorge Bernal - Jacqueline Bracamontes - Nastassja Bolívar (backstage, 2–) Précédemment - Jéssica Cediel (backstage, 1) |
| Finlande                     | The Voice of Finland (La Voix de Finlande)                                                    | Nelonen                                                                       | - Saison 1, 2012 : Mikko Sipola - Saison 2, 2013 : Antti Railio - Saison 3, 2014 : Siru Airistola - Saison 4, 2015 : Miia Kosunen - Saison 5, 2016 : Suvi Åkerman - Saison 6, 2017 : Saija Saarnisto - Saison 7, 2018 : Jerkka Virtanen - Saison 8, 2019 : Markus Salo - Saison 9, 2020 : Juffi Seponpoika - Saison 10, 2021 : Kalle Virtanen - Saison 11, 2022 : Saison à venir | Actuellement - Maija Vilkkumaa (10–) - Juha Tapio (9–) - Toni Wirtanen & Sipe Santapukki (duo, 9–) Précédemment - Lauri Tähkä (1–2) - Paula Koivuniemi (1–2) - Elastinen (1–3) - Mira Luoti (3) - Anne Mattila (3) - Tarja Turunen (4–5) - Michael Monroe (1–6) - Olli Lindholm† (4–8) - Anna Puu (6–9) - Toni Wirtanen (solo, 7–8) - Redrama (4–10) - Paradise Mikko (comeback stage, 10) | Actuellement - Heikki Paasonen (5–) Précédemment - Axl Smith (en) (1–4) - Kristiina Komulainen (backstage, 1) - Tea Khalifa (backstage, 2) - Jenni Alexandrova (backstage, 3–5) |
| Finlande                     | The Voice Kids                                                                                | Nelonen                                                                       | - Saison 1, 2013: Molly Rosenström - Saison 2, 2014: Aino Morko | - Krista Siegfrids (1–2) - Elastinen (1) - Mira Luoti (1) - Arttu Wiskari (2) - Diandra Flores (2) | - Axl Smith (en) (1–2) - Tea Khalifa (1–2) |
| Finlande                     | The Voice of Finland: All-Stars                                                               | Nelonen                                                                       | - Saison 1, 2021 : Saison à venir | - Elastinen - Tarja Turunen - Michael Monroe | - TBA |
| France                       | The Voice, la plus belle voix                                                                 | TF1                                                                           | - Saison 1, 2012 : Stéphan Rizon - Saison 2, 2013 : Yoann Fréget - Saison 3, 2014 : Kendji Girac - Saison 4, 2015 : Lilian Renaud - Saison 5, 2016 : Slimane Nebchi - Saison 6, 2017 : Lisandro Cuxi - Saison 7, 2018 : Maëlle Pistoia - Saison 8, 2019 : Whitney Marin - Saison 9, 2020 : Abi Bernadoth - Saison 10, 2021 : Margherita Davico - Saison 11, 2022 : Nour Brousse - Saison 12, 2023 : Aurélien Vivos - Saison 13, 2024 : Alphonse Marie - Saison 14, 2025 : Il Cello - Saison 15, 2026 : à venir | Actuellement - Florent Pagny (1–7, 10-11, 14-) - ZAZ (14-) - Patricia Kaas (14-) - Vianney (10-) Précédemment - Louis Bertignac (1–2) - Garou (1–3, 5) - Matt Pokora (6) - Marc Lavoine (9-11) - Jenifer (1–4, 8) - Pascal Obispo (7, 9) - Soprano (8) - Julien Clerc (8) - Lara Fabian (9) - Nolwenn Leroy(Comeback, 11) - Amel Bent (9-12) - Zazie (4–7, 12-13) - Bigflo et Oli (12-13) - Mika (3–8, 13) - Camille Lellouche (Comeback, 13) | Actuellement - Nikos Aliagas - Anaïs Grangerac(14-) Précédemment - Virginie de Clausade (1) - Karine Ferri (2-10) - Alessandra Sublet (11) |
| France                       | The Voice Kids                                                                                | TF1                                                                           | - Saison 1, 2014 : Carla Georges - Saison 2, 2015 : Jane Constance - Saison 3, 2016 : Manuela Diaz - Saison 4, 2017 : Angelina Nava - Saison 5, 2018 : Emma Cerchi - Saison 6, 2019 : Soan Arhimann - Saison 7, 2020 : Rébécca Sayaque - Saison 8, 2022 : Raynaud Sadon - Saison 9, 2023 : Durel Nkounkou - saison 10, 2024 : Tim - Saison 11, 2025 : saison à venir | Actuellement - Patrick Fiori (2–) - Matt Pokora (3–4, 11) - Soprano (5–7, 11) - Santa(11) Précédemment - Jenifer (1–7) - Garou (1) - Louis Bertignac (1–2) - Amel Bent (5–6) - Louane (8) - Julien Doré (8) - Kendji Girac (7–9) - Nolwenn Leroy (9) - Claudio Capéo(10) - Lara Fabian(10) - Slimane (9-10) | - Nikos Aliagas - Karine Ferri |
| France                       | The Voice All Stars                                                                           | TF1                                                                           | - Saison 1, 2021 : Anne Sila | - Jenifer - Florent Pagny - Mika - Zazie - Patrick Fiori | - Nikos Aliagas |
| Géorgie                      | ახალი ქართული ხმა ( La Voix de Géorgie)                                                       | Imed TV                                                                       | - Saison 1, 2012-13 : Salome Katamadze - Saison 2, 2013-14 : Mariam Chachkhiani - Saison 3, 2015-16 : Giorgi Nadibaidze - Saison 4, 2021 : Magda Ivanishvili | Actuellement - Stephane Mgebrishvili (solo, 2, 4-) - Niaz Diasamidze (solo, 4-) - Salome Korkotashvili (4-) - Nikoloz Memanishvili (4-) Précédemment - Nino Chkheidze (1) - Merab Sepashvili (1) - Maia Darsmelidze & Stephane Mgebrishvili (duo, 1) - Dato Porchkhidze (1–2) - Lela Tsurtsumia (2) - Maia Darsmelidze (solo, 2) - Keta Topuria (3) - Anri Jokhadze (3) - Nodiko Tatishvili (3) - Nutsa Shanshiashvili (3) | Actuellement - Ruska Makashvili (4-) Précédemment - Duta Skhirtladze (1–3) - Anna Imedashvili (1–3) |
| Géorgie                      | ახალი საბავშო ხმა The Voice Kids                                                              | Imed TV                                                                       | - Saison 1, 2013 : Reziko Didebashvili | - Eka Kakhiani (1) - Dato Porchkhidze (1) - Stephane Mgebrishvili (1) | - Samory Balde (1) - Ruska Makashvili (1) |
| Grèce Chypre                 | The Voice of Greece (La Voix de Grèce)                                                        | Actuellement Skai TV (3-) Sigma TV (3-) Précédemment ANT1 (1-2)               | - Saison 1, 2014 : Maria Elena Kiriakou - Saison 2, 2015 : Kostas Ageris - Saison 3, 2016-2017 : Giannis Margaris - Saison 4, 2017 : Yiorgos Zioris - Saison 5, 2018 : Lemonia Beza - Saison 6, 2019 : Dimitris Karagiannis - Saison 7, 2020-21 : Ioanna Georgakopoulou - Saison 8, 2021 : Saison à venir | Actuellement - Sakis Rouvas (3–) - Helena Paparizou (3–) - Panos Mouzourakis (3–) - Konstantinos Argyros (8-) Précédemment - Antonis Remos (1–2) - Despina Vandi (1–2) - Melina Aslanidou (1–2) - Michalis Kouinelis (1–2) - Kostis Maraveyas (3–5) - Eleonóra Zouganéli (6–7) | Actuellement - Giorgos Lianos (6–) - Christina Bompa (backstage, 6–) Précédemment - Yiorgos Liagkas (1–2) - Giorgos Kapoutzidis (3–5) - Themis Georgantas (backstage, 1–2) - Élena Tsagkrinoú (backstage, 3) - Laura Narjes (backstage, 4–5) |
| Grèce Chypre                 | The Voice Kids                                                                                | Actuellement Skai TV (3-) Sigma TV (3-) Précédemment ANT1 (1-2)               | - Saison 1, 2014-15 : Annulée | NC | NC |
| Hongrie                      | The Voice – Magyarország hangja (La Voix de Hongrie)                                          | TV2                                                                           | - Saison 1, 2012-2013 : Dénes Pál | - Tamás Somló - Mihály Mező - Andrea Malek - Ferenc Molnár | - Tamás Szabó Kimmel - Miklós Bányai(backstage) |
| Inde                         | The Voice India (La Voix d'Inde)                                                              | Actuellement Star Plus (3-) Précédemment &TV (1-2)                            | - Saison 1, 2015 : Pawandeep Rajan - Saison 2, 2016-17 : Farhan Sabir - Saison 3, 2019 : Sumit Saini | Actuellement - Adnan Sami (3–) - Armaan Malik (3–) - Kanika Kapoor (3–) - Harshdeep Kaur (3–) - A. R. Rahman (3–, supercoach) Précédemment - Shaan (1–2) - Mika Singh (1) - Sunidhi Chauhan (1) - Himesh Reshammiya (1) - Neeti Mohan (2) - Benny Dayal (2) - Salim Merchant (2) | Actuellement - Divyanka Tripathi (3–) Précédemment - Karan Tacker (1) - Sugandha Mishra (2) |
| Inde                         | The Voice India Kids                                                                          | Actuellement Star Plus (3-) Précédemment &TV (1-2)                            | - Saison 1, 2016 : Pawandeep Rajan - Saison 2, 2017-18 : Farhan Sabir | - Neeti Mohan (1) - Shekhar Ravjiani (1) - Shaan (1–2) - apon (2) - Palak Muchhal (2) - Himesh Reshammiya (2) | - Jay Bhanushali (1–2) - Sugandha Mishra (1–2) |
| Indonésie                    | The Voice Indonesia                                                                           | Actuellement GTV (3-) Précédemment Indosiar(1) RCTI(2)                        | - Saison 1, 2013 : Billy Simpson - Saison 2, 2016 : Mario G. Klau - Saison 3, 2018–19 : Ronaldo Longa - Saison 4, 2019 : Vionita Veronika | Actuellement - Armand Maulana (1, 3–) - Titi DJ (3–) - Vidi Aldiano & Nino Baskoro (duo, 3–) - Isyana Sarasvati (4–) - Gamaliel Tapiheru (comeback stage, 4–) Précédemment - Glenn Fredly (1) - Sherina Munaf (1) - Giring Ganesha (1) - Ari Lasso (2) - Agnez Mo (2) - Kaka (2) - Judika (2) - Anggun (3) | Actuellement - Ananda Omesh (3–) - Gracia Indri (backstage, 4–) Précédemment - Darius Sinathrya (1) - Daniel Mananta (2) - Fenita Arie (backstage, 1) - Conchita Caroline (backstage, 1) - Astrid Tiar (3) |
| Indonésie                    | The Voice Kids Indonesia                                                                      | GTV                                                                           | - Saison 1, 2016 : Christopher Edgar - Saison 2, 2017 : Sharla Martiza - Saison 3, 2018 : Keva Hamzah - Saison 4, 2021 : Nikita Mawarni | Actuellement - Isyana Sarasvati (4–) - Marcell Siahaan (3-) - Yura Yunita & Rizky Febian (duo, 4–) Précédemment - Bebi Romeo (1–2) - Agnez Mo (1–3) - Muhammad Tulus (1–2) - Kaka (3) | Actuellement - Ananda Omesh - Dian Ayu Lestari (backstage, 3–) - Kimberley Fransa (en ligne, 3–) Précédemment - Ersa Mayori (backstage, 1–2) - Kaneishia Yusuf (online, 2) |
| Iran                         | The Voice Persia                                                                              | MBC Persia                                                                    | - Saison 1, 2021 : Saison à venir | - TBA | - TBA |
| Irlande                      | The Voice of Ireland (La Voix d'Irlande)                                                      | RTÉ One                                                                       | - Saison 1, 2012 : Pat Byrne - Saison 2, 2013 : Keith Hanley - Saison 3, 2014 : Brendan McCahey - Saison 4, 2015 : Patrick Donoghue - Saison 5, 2016 : Michael Lawson | - Brian Kennedy (1) - Sharon Corr (1–2) - Jamelia (2–3) - Dolores O'Riordan† (3) - Kian Egan (1–5) - Bressie (1–5) - Rachel Stevens (4–5) - Una Healy (4–5) | - Kathryn Thomas (1–5) - Eoghan McDermott (1–5) |
| Islande                      | The Voice Ísland La Voix d'Islande                                                            | SkjárEinn                                                                     | - Saison 1, 2015: Hjörtur Traustason - Saison 2, 2016: Karitas Harpa Davíðsdóttir | - Helgi Björnsson - Salka Sól Eyfeld - Unnsteinn Stefánsson - Svala Björgvinsdóttir | - Sigvaldi Kaldalóns - Svavar Örn Svavarsson |
| Israël                       | The Voice Israel                                                                              | Reshet Channel 13                                                             | - Saison 1, 2012 : Kathleen Reiter - Saison 2, 2012-2013 : Lina Makhoul - Saison 3, 2014 : Elkana Marziano - Saison 4, 2016-2017 : Sapir Saban - Saison 5, 2019 : Amit Shauli | - Rami Kleinstein (1) - Yuval Banay & Shlomi Bracha (duo, 2) - Sarit Hadad (1–3) - Mosh Ben-Ari (3) - Miri Mesika (4) - Avraham Tal (4) - Aviv Geffen (1–4) - Shlomi Shabat (solo, 1–4) - Ivri Lider (5) - Nasreen Qadri (5) - Doron Medalie (5) - Shlomi Shabat & Yuval Dayan (duo, 5) | - Michael Aloni (1-5) - Sivan Klein (backstage, 1) - Mor Silver (backstage, 1–3) - Shlomit Malka (4) |
| Italie                       | The Voice of Italy                                                                            | Rai 2                                                                         | - Saison 1, 2013 : Elhaida Dani - Saison 2, 2014: Sœur Cristina Scuccia - Saison 3, 2015 : Fabio Curto - Saison 4, 2016 : Alice Paba - Saison 5, 2018 : Maryam Tancredi - Saison 6, 2019 : Carmen Pierri | - Riccardo Cocciante (1) - Noemi (1–3) - Piero Pelù (1–3) - Roby & Francesco Facchinetti (duo, 3) - Raffaella Carrà (1–2, 4) - Emis Killa (4) - Max Pezzali (4) - J-Ax (2–3, 5) - Cristina Scabbia (5) - Francesco Renga (5) - Morgan (6) - Gué Pequeno (6) - Gigi D'Alessio (6) - Elettra Lamborghini (6) - Dolcenera (4, 7) - Tiziano Ferro (7) - Al Bano (5)& Romina Power (duo, 7) | - Fabio Troiano (1) - Federico Russo (2–4) - Costantino della Gherardesca (5) - Simona Ventura (6–7) - Carolina Di Domenico (backstage, 1) - Valentina Correani (backstage, 2–3) - Alessandra Angeli (backstage, 4) |
| Italie                       | The Voice Senior                                                                              | Rai 1                                                                         | - Saison 1, 2020 : Elhaida Dani - Saison 2, 2021 : Saison à venir | Actuellement' - Gigi D'Alessio - Loredana Bertè - Clementino - Orietta Berti (2-) Précédemment - Al Bano & Jasmine Carrisi (1) | - Antonella Clerici |
| Japon                        | The Voice                                                                                     | TBA                                                                           | - Saison 1, 2021: Saison à venir | - TBA - TBA - TBA - TBA | TBA |
| Kazakhstan                   | Қазақстан Дауысы (1-3) La Voix du Kazakhstan Голос Казахстана (4) La Voix du Kazakhstan       | Kazakhstan (1-3) Perviy Kanal Evraziya (4)                                    | - Saison 1, 2013–14 : Chaharizat Seïdakhmet - Saison 2, 2014–15 : Baouyrjan Retbaïev - Saison 3, 2015 : Mourat Khayrolda - Saison 4, 2016-17 : Dinmouhammed Daouletov | - Medeu Arynbaev (1–2) - Nurlan Alban (1–3) - Almas Kishkenbayev (1–3) - Madina Saduakasova (1–3) - Rustem Nurzhigit (3) - Ali Okapov (4) - Eva Becher (4) - Nurlan Abdullin (4) - Zhanna Orynbasarova (4) | - Azamat Satybaldy (1–3) - Chingiz Kapin (4) |
| Kazakhstan                   | Голос Дети Казахстана The Voice Kids Kazakhstan                                               | Perviy Kanal Evraziya                                                         | - Saison 1, 2017: Danil Youn | - Ali Okapov (1) - Eva Becher (1) - Zhanna Orynbasarova (1) | - Chingiz Kapin (1) |
| Ligue arabe                  | The Voice أحلى صوت (The Voice Ahla Sawt)                                                      | MBC1                                                                          | - Saison 1, 2012 : Mourad Bouriki - Saison 2, 2013 : Sattar Saad - Saison 3, 2015 : Nedaa Sharara - Saison 4, 2018 : Dumooa Tahseen - Saison 5, 2019 : Mahdi Ayachi | Actuellement - Ahlam (4–) - Mohamed Hamaki (4–) - Samira Said (5–) - Ragheb Alama (5–) Précédemment - Sherine (1–3) - Saber Rebaï (1–3) - Kazem al-Saher (1–3) - Elissa (4) - Assi El Helani (1–4) | Actuellement - Nardine Farag (4–) - Badr Al Zaidan (backstage, 4–) Précédemment - Arwa Goudeh (1) - Mohammad Kareem (1–2) - Aimée Sayah (2) - Nadine Njeim (backstage, 1–2) - Moamen Nour (backstage, 3) |
| Ligue arabe                  | The Voice Kids – أحلى صوت                                                                     | MBC1                                                                          | - Saison 1, 2016 : Lynn Hayek - Saison 2, 2017–18 : Hamza Labyad - Saison 3, 2020 : Mohamad Islam Rmeih | Actuellement - Nancy Ajram - Mohamed Hamaki (3–) - Assi El Helani (3–) Précédemment - Tamer Hosni (1–2) - Kazem al-Saher (1–2) | Actuellement - Nardine Farag (2–) - Badr Al Zaidan (2–) Précédemment - Aimée Sayah - Moamen Nour |
| Ligue arabe                  | The Voice Senior                                                                              | MBC1                                                                          | - Saison 1, 2020 : Abdou Yaghi | - Melhem Zein - Samira Said - Najwa Karam - Hany Shaker | - Annabella Hilal |
| Lituanie                     | Lietuvos Balsas (La Voix de Lituanie)                                                         | LNK                                                                           | - Saison 1, 2012 : Julija Jegorova - Saison 2, 2013-2014 : Paulius Bagdanavičius - Saison 3, 2014-2015 : Justina Budaitė - Saison 4, 2015-2016 : Kotryna Juodzevičiūtė - Saison 5, 2017-2018 : Gerda Šukytė - Saison 6, 2020 : Evita Cololo - Saison 7, 2021 : Meidė Šlamaitė | Actuellement - Donatas Montvydas (2–) - Justinas Jarutis (6–) - Moniqué (7–) - Monika Liu (7–) Précédemment - Violeta Tarasovienė (1) - Egidijus Sipavičius (1) - Jurgis Didžiulis & Erica Jennings (duo, 1) - Merūnas Vitulskis (1–3) - Katažina Nemycko (2–3) - Arūnas Valinskas & Inga Valinskienė (duo, 2–3) - Rūta Ščiogolevaitė (4) - Aleksandras Ivanauskas-Fara (4) - Renata Norvilė & Deivis Norvilas (duo, 4) - Džordana Butkutė (5) - Leon Somov (5–6) - Inga Jankauskaitė (5–6) | Actuellement - Rolandas Mackevičius (4–) - Karolina Meschino (backstage, 7–) Précédemment - Vytautas Rumšas Jr. (1) - Inga Jankauskaitė (2–3) - Rolandas Vilkončius (2–3) - Jonas Nainys (4) - Žygimantas Barysas (backstage, 1) - Santa Audickaitė (backstage, 2–3) - Šarūnas Kirdeikis (backstage, 2–3) - Agnė Juškėnaitė (backstage, 4–5) - Ignas Lelys (backstage, 6) |
| Lituanie                     | Lietuvos balsas. Vaikai The Voice Kids                                                        | LNK                                                                           | - Saison 1, 2019 : Milėja Stankevičiūtė - Saison 2, 2020 : Matas Saukantas - Saison 3, 2021 : Džiugas Joneikis | Actuellement - Donatas Montvydas - Mantas Jankavičius - Moniqué (3-) Précédemment - Monika Marija (1-2) | - Rolandas Mackevičius - Karolina Meschino (backstage, 2–) |
| Lituanie                     | Lietuvos balsas. Senjorai The Voice Senior                                                    | LNK                                                                           | - Saison 1, 2019 : Gedeminas Jepšas | - Monika Marija - Justinas Jarutis - Inga Jankauskaitė - Mantas Jankavičius | - Rolandas Mackevičius - Karolina Meschino |
| Mexique                      | Actuellement La Voz (8–) Précédemment La Voz... México (1–7) The Voice... Mexico              | Actuellement TV Azteca(8–) Précédemment Las Estrellas (1–7)                   | - Saison 1, 2011 : Oscar Cruz - Saison 2, 2012 : Luz Maria - Saison 3, 2013 : Marcos Razo - Saison 4, 2014 : Guido Rochin - Saison 5, 2016 : Yuliana Martínez - Saison 6, 2017 : Luis Adrián Cruz - Saison 7, 2018 : Cristina Ramos - Saison 8, 2019 : Fatima Dominguez - Saison 9, 2020 : Fernando Sujo - Saison 10, 2021 : Saison en cours de diffusion - Saison 11, 2022 : Saison à venir | Actuellement - María José (9) - Miguel Bosé (2, 10-) - Edith Márquez (10-) - Jesús Navarro (10-) Précédemment - Lucero (1) - Aleks Syntek (1) - Espinoza Paz (1) - Beto Cuevas (2) - Jenni Rivera† (2) - Paulina Rubio (2) - David Bisbal (3) - Marco Antonio Solís (3) - Wisin & Yandel (duo, 3) - Alejandra Guzmán (3) - Ricky Martin (4) - Julión Álvarez (4) - J Balvin (5) - Gloria Trevi (5) - Los Tigres del Norte (duo, 5) - Alejandro Sanz (1, 5) - Laura Pausini (4, 6) - Yuri (4, 6) - Carlos Vives (6) - Maluma (6–7) - Carlos Rivera (7) - Anitta (7) - Natalia Jiménez (7) - Yahir (8) - Lupillo Rivera (8) - Belinda (8–9) - Ricardo Montaner (8–9) - Christian Nodal (9) | Actuellement - Eddy Vilard (9–) - Sofía Aragón (9–) - Sol Madrigal (9–) Précédemment - Mark Tacher (1) - Jacqueline Bracamontes (2–6) - Lele Pons (7) - Cynthia Urías (backstage, 1–2) - Lidia Ávila (backstage, 3) - Paty Cantú (backstage, 4) - Natalia Téllez (backstage, 5) - Odalys Ramírez (backstage, 6-7) - Jimena Pérez (8) |
| Mexique                      | La Voz Kids                                                                                   | Actuellement TV Azteca(3–) Précédemment Las Estrellas (1–2)                   | - Saison 1, 2017 : Eduardo Barba - Saison 2, 2019 : Roberto Xavier - Saison 3, 2021 : Randy Ortiz - Saison 4, 2022 : Saison à venir | Actuellement - Belinda (3–) - Paty Cantú (3–) - Camilo (3–) - Mau y Ricky (duo, 3–) Précédemment - Maluma (1) - Emmanuel & Mijares (duo, 1) - Rosario Flores (1) - Carlos Rivera (2) - Lucero (2) - Melendi (2) | Actuellement - Eddy Vilard (3–) Précédemment - Yuri (1–2) - Olivia Peralta (backstage, 1–2) |
| Mexique                      | La Voz Senior                                                                                 | TV Azteca                                                                     | - Saison 1, 2019 : Salvador Rivera - Saison 2, 2021 : Omar Alexander - Saison 3, 2022 : Saison à venir | Actuellement - Belinda - Ricardo Montaner - Yahir - María José (2–) Précédemment - Lupillo Rivera (1) | Actuellement - Eddy Vilard (2–) Précédemment - Jimena Pérez (1) |
| Mongolie                     | The Voice of Mongolia                                                                         | Mongol TV                                                                     | - Saison 1, 2018 : Enguun Tseyendash - Saison 2, 2020 : Yadam.Kh - Saison 3, 2021 : Saison à venir | - Uka - Bold - Ononbat - Otgonbayar | - Anhbayar G. - Uuganbayar E. |
| Népal                        | The Voice of Nepal                                                                            | Mongol TV                                                                     | - Saison 1, 2018 : CD Vijaya Adhikari - Saison 2, 2019 : Ram Limbu - Saison 3, 2020 : N OO L | Actuellement - Pramod Kharel - Deep Shrestha - Raju Lama (2–) - Astha Raut (2–) Précédemment - Sanup Paudel (1) - Abhaya Subba (1) | - Sushil Nepal - Oshin Sitaula |
| Nigéria                      | The Voice Nigeria                                                                             | Africa Magic                                                                  | - Saison 1, 2016 : A'rese - Saison 2, 2017 : Idyl - Saison 3, 2021 : Esther Benyeogo | Actuellement - Waje - Yemi Alade (2-) - Falz (3–) - Darey (3–) Précédemment - 2Baba (1) - Patoranking (1–2) - Timi Dakolo (1–2) | Actuellement - Toke Makinwa (3–) - Nancy Isime (backstage, 3–) Précédemment - IK Osakioduwa (1–2) - Stephanie Coker (backstage, 1–2) |
| Nigéria                      | The Voice Kids                                                                                | TBA                                                                           | - Saison 1, 2021 : Saison à venir | TBA | TBA |
| Norvège                      | The Voice - Norges beste stemme (La Voix - La plus belle voix de Norvège)                     | TV2                                                                           | - Saison 1, 2012 : Martin Halla - Saison 2, 2013 : Knut Marius - Saison 3, 2015 : Yvonne Nordvik Sivertsen - Saison 4, 2017 : Thomas Løseth - Saison 5, 2019 : Maria Engås Halsne - Saison 6, 2021 : Erlend Gunstveit - Saison 7, 2022 : Jørgen Dahl Moe - Saison 8, 2023 : Saison en cours | Actuellement - Yosef Wolde-Mariam (1, 3–) - Espen Lind (2–3, 6-) - Matoma (6-) - Ina Wroldsen (6-) Précédemment - Magne Furuholmen (1) - Tommy Tee (2) - Lene Nystrøm (2) - Sondre Lerche (1–3) - Hanne Sørvaag (1, 3) - Lene Marlin (4–5) - Morten Harket (4–5) - Martin Danielle (4–5) | - Øyvind Mund - Maria Bodøgaard (backstage) |
| Pays-Bas                     | The Voice of Holland (La Voix de Hollande)                                                    | RTL4                                                                          | - Saison 1, 2010-11 : Ben Saunders - Saison 2, 2011-12 : Iris Kroes - Saison 3, 2012 : Leona Philippo - Saison 4, 2013 : Julia van der Toorn - Saison 5, 2014 : OG3'NE - Saison 6, 2015-16 : Maan de Steenwinkel - Saison 7, 2016-17 : Pleun Bierbooms - Saison 8, 2017-18 : Jim van der Zee - Saison 9, 2018–19 : Dennis van Aarssen - Saison 10, 2019-20 : Sophia Kruithof - Saison 11, 2020-21 : Dani van Velthoven - Saison 12, 2021-22 : Saison à venir | Actuellement - Ali B (4–) - Waylon (7–) - Anouk Teeuwe (6, 8–) - Glennis Grace (12–) Précédemment - Jeroen van der Boom (1) - Angela Groothuizen (1–2) - Nick & Simon (duo, 1–3) - Roel van Velzen (1–3) - Trijntje Oosterhuis (3–5) - Ilse DeLange (4–5) - Marco Borsato (2–6) - Guus Meeuwis (7) - Sanne Hans (6–8) - Lil' Kleine (9–10) - Jan Smit (11) | Actuellement - Martijn Krabbé - Chantal Janzen (10–) - Geraldine Kemper (backstage, 10–) Précédemment - Wendy van Dijk (1–9) - Winston Gerschtanowitz (backstage, 1–4) - Jamai Loman (backstage, 5–9) |
| Pays-Bas                     | The Voice Kids                                                                                | RTL4                                                                          | - Saison 1, 2012 : Fabiënne Bergmans - Saison 2, 2012–13 : Laura van Kaam - Saison 3, 2013–14 : Ayoub Maach - Saison 4, 2015 : Lucas van Roekel - Saison 5, 2016 : Ésmée Schreurs - Saison 6, 2017 : Iris Verhoek - Saison 7, 2018 : Yosina Roemajauw - Saison 8, 2019 : Silver Metz - Saison 9, 2020 : Dax Hovius - Saison 10, 2021 : Emma Kok - Saison 11, 2022 : Saison à venir | Actuellement - Ali B (5–) - Sanne Hans (9–) - Ilse DeLange (5–8, 10-) - Snelle (10-) Précédemment - Marco Borsato (1–9) - Angela Groothuizen (1–4) - Nick & Simon (duo, 1–4) - Douwe Bob (7) - Anouk Teeuwe (8–9) | Actuellement - Martijn Krabbé - Jamai Loman (9–) Précédemment - Wendy van Dijk (1–8) |
| Pays-Bas                     | The Voice Senior                                                                              | RTL4                                                                          | - Saison 1, 2018 : Jimi Bellmartin - Saison 2, 2019 : Ruud Hermans - Saison 3, 2020 : Henny Thijssen - Saison 4, 2021 : Saison à venir | Actuellement - Ilse DeLange - Angela Groothuizen - Frans Bauer (2–) - Gerard Joling (solo, 3–) Précédemment - Geer & Goor (duo, 1) - Marco Borsato (1-2) | Actuellement - Martijn Krabbé - Lieke van Lexmond (2–) Précédemment - Wendy van Dijk (1) |
| Pérou                        | The Voice Peru (The Voice Peru)                                                               | Frecuencia Latina                                                             | - Saison 1, 2013 : Daniel Lazo - Saison 2, 2014 : Ruby Palomino - Saison 3, 2015 : Yamilet de la Jara - Saison 4, 2021 : Saison en cours de diffusion | Actuellement - Eva Ayllón - Jerry Rivera (1–2, 4–) - El Puma (1–2, 4–) - Kalimba Marichal (4–) Précédemment - Kalimba (1–2) - Gian Marco Zignago (3) - Álex Lora (3) - Luis Enrique (3) | Actuellement - Cristian Rivero - Jesús Alzamora (3–) Précédemment - Diego Ubierna (1–2) |
| Pérou                        | La Voz Kids                                                                                   | Frecuencia Latina                                                             | - Saison 1, 2014: Amy Gutiérrez - Saison 2, 2015: Sofía Hernández - Saison 3, 2016: Nicolás Parra - Saison 4, 2021 : Saison à venir | - Eva Ayllón - Anna Carina - Luis Enrique (3) - Kalimba (1–2) | - Cristian Rivero - Almendra Gomelsky |
| Philippines                  | The Voice of the Philippines (La Voix des Philippines)                                        | ABS-CBN                                                                       | - Saison 1, 2013 : Mitoy Yonting - Saison 2, 2014-2015 : Jason Dy | - apl.de.ap (1–2) - Sarah Geronimo (1–2) - Bamboo Mañalac (1–2) - Lea Salonga (1-2) | - Toni Gonzaga (1–2) - Luis Manzano (2) - Robi Domingo (backstage, 1–2) - Alex Gonzaga (backstage, 1–2) |
| Philippines                  | The Voice Kids                                                                                | ABS-CBN                                                                       | - Saison 1, 2014 : Lyca Gairanod - Saison 2, 2015 : Elha Nympha - Saison 3, 2016 : Joshua Oliveros - Saison 4, 2019 : Vanjoss Bayaban | Actuellement - Lea Salonga - Bamboo Mañalac - Sarah Geronimo (1–2, 4–) Précédemment - Sharon Cuneta (3) | Actuellement - Toni Gonzaga (4–) - Robi Domingo (backstage, 2–) - Kaladkaren Davila (en ligne, 4–) - Jeremy Glinoga (en ligne, 4–) Précédemment - Luis Manzano (1–3) - Alex Gonzaga (backstage, 1) - Yeng Constantino (backstage, 2) - Kim Chiu (backstage, 3) |
| Philippines                  | The Voice Teens                                                                               | ABS-CBN                                                                       | - Saison 1, 2014 : Jona Marie Soquite - Saison 2, 2020 : Heart Salvador, Cydel Gabutero, Isang Manlapaz et Kendra Aguirre | Actuellement - Lea Salonga - Sarah Geronimo - Bamboo Mañalac - apl.de.ap (2–) Précédemment - Sharon Cuneta (1) | Actuellement - Luis Manzano - Alex Gonzaga (2–) Précédemment - Toni Gonzaga (1) - Robi Domingo (en ligne, 1) |
| Pologne                      | The Voice of Poland (La Voix de Pologne)                                                      | TVP 2                                                                         | - Saison 1, 2011 : Damian Ukeje - Saison 2, 2012 : Natalia Sikora - Saison 3, 2013 : Mateusz Ziółko - Saison 4, 2014 : Juan Carlos Cano - Saison 5, 2014 : Aleksandra Nizio - Saison 6, 2015 : Krzysztof Iwaneczko - Saison 7, 2016 : Mateusz Grędziński - Saison 8, 2017 : Marta Gałuszewska - Saison 9, 2018 : Marcin Sójka - Saison 10, 2019 : Alicja Szemplińska - Saison 11, 2020 : Krystian Ochman - Saison 12, 2021 : Saison à venir | Actuellement - Tomson & Baron (duo, 2–8, 10–) - Justyna Steczkowska (2, 4–5, 12–) - Sylwia Grzeszczak (12–) - Marek Piekarczyk (2–5, 12–) Précédemment - Ania Dąbrowska (1) - Kayah (1) - Nergal (1) - Natalia Kukulska (7) - Maria Sadowska (3–4, 6–8) - Andrzej Piaseczny (1, 6–8) - Patrycja Markowska (2, 9) - Grzegorz Hyży (9) - Piotr Cugowski (9) - Kamil Bednarek (10) - Margaret (10) - Michał Szpak (8–11) - Urszula Dudziak (11) - Edyta Górniak (3, 5–6, 11) | Actuellement - Tomasz Kammel (pl) (2–) - Małgorzata Tomaszewska–Słomina (backstage, 11; animateur principal, 12–) - Aleksander Sikora (backstage, 12–) - TBA (backstage,12–) Précédemment - Hubert Urbański (1) - Marika (2–4) - Magdalena Mielcarz (1, 5) - Halina Młynkowa (6) - Barbara Kurdej-Szatan (7–9) - Mateusz Szymkowiak (backstage, 1) - Marcelina Zawadzka (backstage, 8, 10) - Adam Zdrójkowski (backstage, 10–11) - Maciej Musiał (backstage, 2–9; animateur principal, 10–11) |
| Pologne                      | The Voice Kids                                                                                | TVP 2                                                                         | - Saison 1, 2018 : Roksana Węgiel - Saison 2, 2019 : Anna Dąbrowska - Saison 3, 2020 : Marcin Maciejczak - Saison 4, 2021 : Sara Egwu James - Saison 5, 2022 : Saison à venir | Actuellement - Dawid Kwiatkowski - Tomson & Baron (duo) - Cleo (2–) Précédemment - Edyta Górniak (1) | Actuellement - Tomasz Kammel - Ida Nowakowska (3–) - Jan Dąbrowski (backstage, 2–) Précédemment - Adam Zdrójkowski (backstage, 1) - Barbara Kurdej-Szatan (1–2) |
| Pologne                      | The Voice Senior                                                                              | TVP 2                                                                         | - Saison 1, 2019 : Jola, Krystyna, & Ela Szydłowskie - Saison 2, 2021 : Barbara Parzeczewska - Saison 3, 2022 : Saison à venir | Actuellement - Alicja Majewska - Witold Paszt (2–) - Maryla Rodowicz (3–) - Piotr Cugowski (3–) Précédemment - Urszula Dudziak (1) - Marek Piekarczyk (1) - Andrzej Piaseczny (1–2) - Izabela Trojanowska (2) | Actuellement - Marta Manowska - Rafał Brzozowski (2–) - Janina Busk (backstage) Précédemment - Tomasz Kammel (1) |
| Portugal                     | Actuellement The Voice Portugal (2-) Précédemment A Voz de Portugal (La Voix du Portugal) (1) | RTP1                                                                          | - Saison 1, 2011-2012 : Denis Filipe - Saison 2, 2014 : Rui Drumond - Saison 3, 2015 : Deolinda Kinzimba - Saison 4, 2016 : Fernando Daniel - Saison 5, 2017 : Tomás Adrião - Saison 6, 2018 : Marvi - Saison 7, 2019-20 : Rita Sanches - Saison 8, 2020-21 : Luis Trigacheiro - Saison 9, 2021 : Saison à venir | Actuellement - Marisa Liz (2–) - Aurea (3–) - Diogo Piçarra (7–) - António Zambujo (7–) Précédemment - Anjos (duo, 1) - Mia Rose (1) - Paulo Gonzo (1) - Rui Reininho (1–2) - Mickael Carreira (2–6) - Anselmo Ralph (2–6) | Actuellement - Catarina Furtado - Vasco Palmeirim (2–) - Mafalda de Castro (backstage, 6–) Précédemment - Diogo Beja (backstage, 1–2) - Pedro Fernandes (backstage, 2) - Laura Figueiredo (backstage, 2) - Mariana Monteiro (backstage, 2) - Jani Gabriel (backstage, 3–5) |
| Portugal                     | The Voice Kids                                                                                | RTP1                                                                          | - Saison 1, 2014 : Diogo Garcia - Saison 2, 2021 : Simão Oliveira | Actuellement - Marisa Liz (2–) - Fernando Daniel (2–) - Carolina Deslandes (2–) - Carlão (2–) Précédemment - Raquel Tavares (1) - Daniela Mercury (1) - Anselmo Ralph (1) | Actuellement - Catarina Furtado (2–) - Bárbara Lourenço (backstage, 2–) Précédemment - Vasco Palmeirim (1) - Mariana Monteiro (1) - Rui Pêgo (backstage, 1) |
| République dominicaine       | The Voice Dominicana                                                                          | Color Visión                                                                  | - Saison 1, 2021 : Saison en cours de diffusion | - Nacho - Juan Magán - Yiyo Sarante - Milly Quezada | - Luz García |
| République tchèque Slovaquie | Actuellement The Voice Česko Slovensko (3-) Précédemment Hlas Česko Slovenska (1-2)           | TV Nova/Markíza                                                               | - Saison 1, 2012 : Ivanna Bagová - Saison 2, 2014 : Lenka Hrůzová - Saison 3, 2019 : Annamária d'Almeid | Actuellement - Josef Vojtek - Kali (3–) - Vojtěch Dyk (3–) - Jana Kirschner (3–) Précédemment - Rytmus (1) - Dara Rolins (solo, 1) - Michal David (1–2) - Majk Spirit (2) - Dara Rolins & Marta Jandová (duo, 2) | Actuellement - Tereza Kerndlová (3–) - Mária Čírová (3–) Précédemment - Leoš Mareš (1–2) - Tina (backstage, 1–2) |
| Roumanie                     | Vocea României                                                                                | Pro TV ProTV Chișinău                                                         | - Saison 1, 2011 : Ștefan Stan - Saison 2, 2012 : Julie Mayaya - Saison 3, 2013 : Mihai Chițu - Saison 4, 2014 : Tiberiu Albu - Saison 5, 2015 : Cristina Bălan - Saison 6, 2016 : Teodora Buciu - Saison 7, 2017 : Ana Munteanu - Saison 8, 2018 : Bogdan Ioan - Saison 9, 2019 : Dragoș Moldovan | Actuellement - Smiley - Tudor Chirilă (4–) - Irina Rimes (9–) - Horia Brenciu (1-3, 9-) Précédemment - Marius Moga (1-6) - Loredana Groza (1-7) - Adrian Despot (7) - Andra (8) | Actuellement - Pavel Bartoș (3–) - Irina Fodor (backstage, 8–) - Laura Giurcanu (backstage, 8–) Précédemment - Roxana Ionescu (1) - Nicoleta Luciu (2-3) - Vlad Roșca (backstage, 1-3) - Oana Tache (backstage, 4-5) - Lili Sandu (backstage, 6-7) |
| Roumanie                     | Vocea României Junior                                                                         | Pro TV ProTV Chișinău                                                         | - Saison 1, 2017 : Maia Mălăncuș - Saison 2, 2018 : Maya Ciosa | - Inna - Andra - Marius Moga | - Robert Tudor - Mihai Bobonete |
| Royaume-Uni                  | The Voice UK                                                                                  | Actuellement ITV (6-) Précédemment BBC One (1-5)                              | - Saison 1, 2012 : Leanne Mitchell - Saison 2, 2013 : Andrea Begley - Saison 3, 2014 : Jermain Jackman - Saison 4, 2015 : Stevie McCrorie - Saison 5, 2016 : Kevin Simm - Saison 6, 2017 : Mo Adeniran - Saison 7, 2018 : Ruti Olajugbagbe - Saison 8, 2019 : Molly Hocking - Saison 9, 2020 : Blessing Chitapa - Saison 10, 2021 : Craig Eddie - Saison 11, 2022 : Saison à venir | Actuellement - will.i.am - Tom Jones (1–4, 6–) - Olly Murs (7–) - Anne-Marie (10–) Précédemment - Danny O'Donoghue (1–2) - Jessie J (1–2) - Kylie Minogue (3) - Ricky Wilson (3–5) - Rita Ora (4) - Boy George (5) - Paloma Faith (5) - Gavin Rossdale (6) - Jennifer Hudson (6–8) - Meghan Trainor (9) | Actuellement - Emma Willis (3–) - AJ Odudu (backstage, 8–) Précédemment - Holly Willoughby (1–2) - Reggie Yates (backstage, 1–2) - Marvin Humes (backstage, 3–5) - Cel Spellman (backstage, 6) - Jamie Miller (backstage, 7) - Vick Hope (backstage, 7) |
| Royaume-Uni                  | The Voice Kids                                                                                | Actuellement ITV (6-) Précédemment BBC One (1-5)                              | - Saison 1, 2017 : Jess Folley - Saison 2, 2018 : Daniel Davies - Saison 3, 2019 : Sam Wilkinson - Saison 4, 2020 : Justine Afante - Saison 5, 2021 : Saison à venir | Actuellement - will.i.am - Pixie Lott - Danny Jones - Paloma Faith (4–) Précédemment - Jessie J (3) | Actuellement - Emma Willis - AJ Odudu (backstage, 3–) Précédemment - Cel Spellman (backstage, 1) - Vick Hope (backstage, 2) |
| Russie                       | Golos Голос (La Voix)                                                                         | Perviy Kanal                                                                  | - Saison 1, 2012 : Dina Garipova - Saison 2, 2013 : Sergueï Voltchkov - Saison 3, 2014 : Alexandra Vorobyova - Saison 4, 2015 : Ieromonah Photios - Saison 5, 2016 : Daria Antoniouk - Saison 6, 2017 : Selim Alakhyarov - Saison 7, 2018-19 : Piotr Zakharov - Saison 8, 2019-20 : Asker Berbekov - Saison 9, 2020 : Yana Gabbasova - Saison 10, 2021 : Saison à venir | Actuellement - Dima Bilan (1–3, 5–6, 10-) - Pelagueïa (1–3, 6, 10-) - Alexandre Gradski (1–4, 6, 10) - Leonid Agoutine (1–3, 5–6, 10) Précédemment' - Grigory Leps (4–5) - Ani Lorak (7) - Konstantin Meladze (7–8) - Sergey Shnurov (7–9) - Polina Gagarina (4–5, 8–9) - Valeriy Syutkin (8–9) - Basta (4, 7, 9) | - Dmitri Nagiev |
| Russie                       | Golos. Deti Голос. Дети (The Voice Kids)                                                      | Perviy Kanal                                                                  | - Saison 1, 2014 : Alisa Kozhikina - Saison 2, 2015 : Sabina Moustaeva - Saison 3, 2016 : Danil Ploujnikov - Saison 4, 2017 : Elizaveta Katchourak - Saison 5, 2018 : Rutger Garecht - Saison 6, 2019 : Pas de gagnant - Saison 7, 2020 : Olesya Kazachenko - Saison 8, 2021 : Vladislav Tyukin - Saison 9, 2022 : Saison à venir | Actuellement - Basta (5, 7-) - LOBODA (6, 8-) - Egor Kreed (8-) Précédemment - Maxim Fadeev (1–2) - Pelagueïa (1–3, 5–6) - Dima Bilan (1–4) - Leonid Agoutine (3) - Nyusha (4) - Valery Meladze (4–7) - Polina Gagarina (7) | Actuellement - Dmitry Nagiev - Agata Muceniece (5, 7-) Précédemment - Natalia Vodianova (1) - Anastasia Chevazhevskaya (2) - Valeria Lanskaya (3) - Svetlana Zeinalova (4) - Aglaya Shilovskaya (6) |
| Russie                       | Голос. 60+                                                                                    | Perviy Kanal                                                                  | - Saison 1, 2018 : Lidia Muzaleva - Saison 2, 2019 : Leonid Sergienko - Saison 3, 2020 : Dina Yudina - Saison 4, 2021 : Saison à venir | Actuellement - Lev Lechtchenko - Elena Vaenga (3-) - Tamara Gverdtsiteli (3-) - Garik Soukatchev (3-) Précédemment - Leonid Agoutine (1) - Valery Meladze (1) - Pelagueïa (1-2) - Valeria (2) - Mikhaïl Boïarski (2) | - Dmitry Nagiev |
| Suède                        | The Voice Sverige                                                                             | TV4                                                                           | - Saison 1, 2012 : Ulf Nilsson | - Carola - Ola Salo - Magnus Uggla - Petter | - Carina Berg |
| Suisse Liechtenstein         | The Voice of Switzerland                                                                      | Actuellement 3+ (3-) Précédemment SRF 1 RTS Un (online) (1-2)                 | - Saison 1, 2013 : Nicole Bernegger - Saison 2, 2014 : Tiziana Gulino - Saison 3, 2020 : Remo Forrer - Saison 4, 2021 : Saison à venir | Actuellement - DJ Antoine (3–) - Anna Rossinelli (3–) - Noah Veraguth (3–) - Büetzer Buebe (duo, 3–) Précédemment - Stress (1–2) - Marc Sway (1–2) - Philipp Fankhauser (1–2) - Stefanie Heinzmann (1–2) | Actuellement - Christa Rigozzi (3–) - Max Loong (3–) Précédemment - Sven Epiney (1–2) - Viola Tami (backstage, 1; main, 2) - Tanya König (backstage, 2) |
| Thaïlande                    | The Voice เสียงจริงตัวจริง (La Voix de Thaïlande)                                                 | Actuellement PPTV36 (7-) Précédemment Channel 3 (1-6) 3 HD (1-6) True4U (1-6) | - Saison 1, 2012 : Thanon Chamroen - Saison 2, 2013 : Rangsan Panyaruen - Saison 3, 2014 : Somsak Rinnairak - Saison 4, 2015 : Thittinan Aonpan - Saison 5, 2016-17 : Siphum Bencharat - Saison 6, 2017-18 : Wachirawit Chinkoet - Saison 7, 2018-19 : Pongsatorn Kambang - Saison 8, 2019 : Eakkamon Bunphothong | Actuellement - Joey Boy - Kong Saharat - Jennifer Kim (1–4, 7–) - Pop Pongkul (7–) Précédemment - Stamp Apiwat (1–3) - Singto Numchok (4–6) - Da Endorphine (5–6) | Actuellement - Songsit Rungnopakunsi Précédemment - Rinlanee Sripen (backstage, 2–6) |
| Thaïlande                    | The Voice Kids                                                                                | Actuellement PPTV36 (6-) Précédemment Channel 3 (1-5) 3 HD (1-5) True4U (1-5) | - Saison 1, 2013 : Kuljira Tongkham - Saison 2, 2014 : Pornsawun Yanvaro - Saison 3, 2015 : Natharika Phetfu - Saison 4, 2016 : Jedsada Sukharom - Saison 5, 2017 : Siripong - Saison 6, 2019 : Mac-Sirichai Chaiyakul - Saison 7, 2020 : Gracy Phattanan | Actuellement - Tik Shiro (4–) - Mam Patcharida (6–) - Joke So Cool (6–) - Thanakrit Panichwid (7–) Précédemment - Two Popetorn (1) - Zani Nipaporn (1–3) - Parn Thanaporn (1–3) - Sumet & The Punk (duo, 2–3) - Tongneng Rudklao (4–5) - Lula (4–6) | Actuellement - Songsit Rungnopakunsi - Sawitree Sutthichanon (6–) Précédemment - Rinlanee Sripen (1–5) |
| Thaïlande                    | The Voice Kids                                                                                | PPTV36                                                                        | - Saison 1, 2019 : Sanae Damkham - Saison 2, 2020 : Ah Fort | Actuellement - Kong Saharat - Stamp Apiwat - Tam Charas - Took Wiyada (2–) Précédemment - Parn Thanaporn (1) | - Songsit Rungnopakunsi |
| Turquie                      | O Ses Türkiye (La Voix de Turquie)                                                            | Actuellement TV8 (4-) Précédemment Show TV (1) Star TV(2-3)                   | - Saison 1, 2011-12 : Oğuz Berkay Fidan - Saison 2, 2012-13 : Mustafa Bozkurt - Saison 3, 2013-14 : Hasan Doğru - Saison 4, 2014-15 : Elnur Huseynov - Saison 5, 2015-16 : Emre Sertkaya - Saison 6, 2016-17 : Dodan Özer - Saison 7, 2017-18 : Lütfiye Özipek - Saison 8, 2018-19 : Ferat Üngür - Saison 9, 2019-20 : Alkan Dalgakıran - Saison 10, 2021 : Saison à venir | Actuellement - Murat Boz (1–3, 5–) - Beyazıt Öztürk (8–) - Ebru Gündeş (3–5, 10-) - Gülşen Bayraktar (10-) Précédemment - Hadise (1–9) - Mustafa Sandal (1–2) - Hülya Avşar (1–2) - Gökhan Özoğuz (solo, 3–4, 7) - Mazhar Alanson & Özkan Uğur (duo, 4) - Gökhan & Hakan Özoğuz (duo, 5–6) - Sibel Can (6) - Yıldız Tilbe (7) - Seda Sayan (8–9) | Actuellement - Acun Ilıcalı Précédemment - Zeynep Dörtkardeşler (4–9) - Alp Kırşan (1–3) |
| Turquie                      | O Ses Çocuklar (The Voice Kids)                                                               | TV8 (2-3) Star TV(1)                                                          | - Saison 1, 2014 : Şahin Kendirci - Saison 2, 2015 : Bade Karakoç - Saison 3, 2016 : Derin Yeğin | - Hadise (1–3) - Murat Boz (1–2) - Mustafa Ceceli (1–2) - Oğuzhan Koç (2–3) - Burak Kut (3) | - Jess Molho (1–3) - Sinem Yalçinkaya (backstage, 1) - Zeynep Dörtkardeşler (backstage, 2–3) |
| Turquie                      | O Ses Türkiye RAP (The Voice Turkey RAP)                                                      | Exxen                                                                         | - Saison 1, 2021 : Ekin Koşar | - Hadise - Eypio - Mero - Murda | - Heja |
| Ukraine                      | Голос країни Holos krajiny (La Voix du Pays)                                                  | 1+1                                                                           | - Saison 1, 2011 : Ivan Hanzera - Saison 2, 2012 : Pavlo Tabakov - Saison 3, 2013 : Anna Hodorovskaya - Saison 4, 2014 : Igor Grohotsky - Saison 5, 2015 : Anton Kopytin - Saison 6, 2016 : Vitalina Musienko - Saison 7, 2017 : Aleksander Klimenko - Saison 8, 2018 : Elena Lutsenko - Saison 9, 2019 : Oksana Mukha - Saison 10, 2020 : Roman Sasanchyn - Saison 11, 2021 : Serhiy Lazanovskyi - Saison 12, 2022 : Saison à venir | Actuellement - Tina Karol (3, 5–) - Monatik (9–) - Oleg Vinnik (11–) - Nadia Dorofeeva (11-) Précédemment - Ruslana (1) - Stas Piekha (1) - Diana Arbenina (1–2) - Valeria (2) - Oleg Skripka(2–3) - Ani Lorak (4) - Sergey Lazarev (4) - Tamara Gverdtsiteli (4) - Oleksandr Ponomariov (1–3, 5) - Svyatoslav Vakarchuk (3–6) - Ivan Dorn (6) - Jamala (7–8) - Sergey Babkin (7–8) - Potap (solo, 5–9) - Dan Balan (9–10) - Potap & Nastia Kamenskikh (duo, 10) | Actuellement - Yuri Gorbunov (5–) - Kateryna Osadcha (1–3, 6–) Précédemment - Andriy Domans'ky (1–3) - Olha Freimut (4–5) - Anatoliy Anatolich (backstage, 1–3) - Mykyta Dobrynin (backstage, 1–3) |
| Ukraine                      | Голос. Діти (The Voice Kids)                                                                  | 1+1                                                                           | - Saison 1, 2012-13 : Anna Tkatch - Saison 2, 2015 : Roman Sasantchine - Saison 3, 2016 : Elina Ivastchenko - Saison 4, 2017 : Daneliya Tuleshova - Saison 5, 2019 : Oleksandr Zazarashvyli | Actuellement - Jamala (5–) - Dzidzio (5–) - Vremia i Steklo (duo, 4–) Précédemment - Oleg Skripka (1) - LOBODA (1) - Potap (2–3) - Tina Karol (1–3) - Monatik (3–4) - Nathaliya Moguilevskaya (2, 4) - Vremia i Steklo (duo, 4–5) | Actuellement - Kateryna Osadcha - Yuri Gorbunov (2–) Précédemment - Andriy Domansky (1) |
| Viêt Nam                     | Giọng hát Việt (La Voix de Thaïlande)                                                         | VTV3                                                                          | - Saison 1, 2012-13 : Phạm Thị Hương Tràm - Saison 2, 2013 : Vũ Thảo My - Saison 3, 2015 : Đức Phúc - Saison 4, 2017 : Ali Hoàng Dương - Saison 5, 2018 : Trần Ngọc Ánh - Saison 6, 2019 : Hoàng Đức Thịnh | - Trần Lập† (1) - Hồ Ngọc Hà (1) - Mỹ Linh (2) - Hồng Nhung (2) - Quốc Trung (2) - Đàm Vĩnh Hưng (1–3) - Mỹ Tâm (3) - Thu Minh (1, 4) - Đông Nhi (4) - Noo Phước Thịnh (4–5) - Tóc Tiên (4–5) - Thu Phương (3, 5) - Lam Trường (5) - Tuấn Hưng (3, 6) - Tuấn Ngọc (6) - Thanh Hà (6) - Hồ Hoài Anh (coach special, 6) | - Phan Anh (1–3) - Nguyên Khang (4) - Phương Mai (backstage, 1) - V.Music band (backstage, 1) - Yumi Dương (backstage, 2) - Phạm Mỹ Linh (backstage, 3) - Tim (backstage, 4) - Đặng Quỳnh Chi (backstage, 4) - Phí Linh (5–6) - Ali Hoàng Dương (backstage pour les auditions à l'aveugle, 5–6) |
| Viêt Nam                     | Giọng hát Việt nhí (The Voice Kids)                                                           | VTV3                                                                          | - Saison 1, 2013 : Nguyễn Quang Anh - Saison 2, 2014 : Nguyễn Thiện Nhân - Saison 3, 2015 : Trịnh Nguyễn Hồng Minh - Saison 4, 2016 : Trịnh Nhật Minh - Saison 5, 2017 : Dương Ngọc Ánh - Saison 6, 2018 : Hà Quỳnh Như - Saison 7, 2019 : Kiều Minh Tâm - Saison 8, 2021 : Lê Đăng Bách | Actuellement - Hồ Hoài Anh & Lưu Hương Giang (duo, 1–3, 6, 8-) - BigDaddy & Emily (duo, 8–) - Hưng Cao & Vũ Cát Tường (duo, 8–) Précédemment - Hiền Thục (1) - Thanh Bùi (1) - Cẩm Ly (2–3) - Lam Trường (2) - Dương Khắc Linh (solo, 3) - Noo Phước Thịnh (4) - Đông Nhi & Ông Cao Thắng (duo, 4) - Vũ Cát Tường (solo, 4–5) - Soobin Hoàng Sơn (solo, 5) - Hương Tràm & Tiên Cookie (duo, 5) - Khắc Hưng & Bảo Anh (duo, 6) - Soobin Hoàng Sơn & Vũ Cát Tường (duo, 6) - Dương Cầm & Hương Giang (duo, 7) - Ali Hoàng Dương & Lưu Thiên Hương (duo, 7) - Dương Khắc Linh & Phạm Quỳnh Anh (duo, 7)                                                                                     | Actuellement - Thành Trung (5, 8-) - TBA (8–) Précédemment - Thanh Thảo (1) - Trấn Thành (1) - Thanh Bạch (2–3) - Thanh Duy (backstage, 2) - Jennifer Phạm (backstage, 2) - Hoàng Oanh (backstage, 3) - Chi Pu (backstage, 4) - Đặng Quỳnh Chi (backstage, 5) - Ngô Kiến Huy (4) - Phí Linh (6) - Ali Hoàng Dương (6) - Gil Lê (7) - Khả Ngân (7) |

## Audiences
En 2013, selon une étude réalisée à travers 18 marchés stratégiques représentant plus de 780 millions de téléspectateurs potentiels. Le format a captivé 55,9 millions de téléspectateurs en moyenne et est ainsi le divertissement le plus regardé en 2013.